# Franz Alt
Franz Leopold Alt (Viena, 30 de novembro de 1910 – Nova Iorque, 21 de julho de 2011) foi um matemático estadunidense de origem austríaca. É um pioneiro da informática.
Alt é um dos fundadores da Association for Computing Machinery (ACM), a primeira sociedade científica de informática, fundada em 1947, da qual foi presidente de 1950 a 1952. Escreveu um dos primeiros livros sobre computação digital, Electronic Digital Computers (Academic Press, 1958).
Foi palestrante do Congresso Internacional de Matemáticos em Zurique (1932) e Oslo (1936).

## Condecorações
Em 8 de maio de 2007 recebeu a Condecoração Austríaca de Ciência e Arte.